# Batalló de la Mare de Déu de la Mercè
El batalló de la Mare de Déu de la Mercè fou una de les unitats militars de la Coronela de Barcelona durant la guerra a ultrança de la guerra de successió espanyola.
Fou creat en 1713 quan el comandament general de l'Exèrcit de Catalunya, el tinent mariscal Antoni de Villarroel va suggerir reformar la Coronela per fer-la més funcional i el 2 d'agost se'n va aprovar la nova escala. Estava format per vuit companyies:
- 1a Companyia: Freners
- 2a Companyia: Fusters
- 3a Companyia: Mercers i botiguers de tela
- 4a Companyia: Blanquers
- 5a Companyia: Escudellers
- 6a Companyia: Taverners
- 7a Companyia: Fadrins sastres
- 8a Companyia: Revenedors